# Quemusia raveni
Quemusia raveni är en spindelart som beskrevs av Davies 1998. Quemusia raveni ingår i släktet Quemusia och familjen Amphinectidae.
Artens utbredningsområde är Queensland. Inga underarter finns listade i Catalogue of Life.